# Simonia

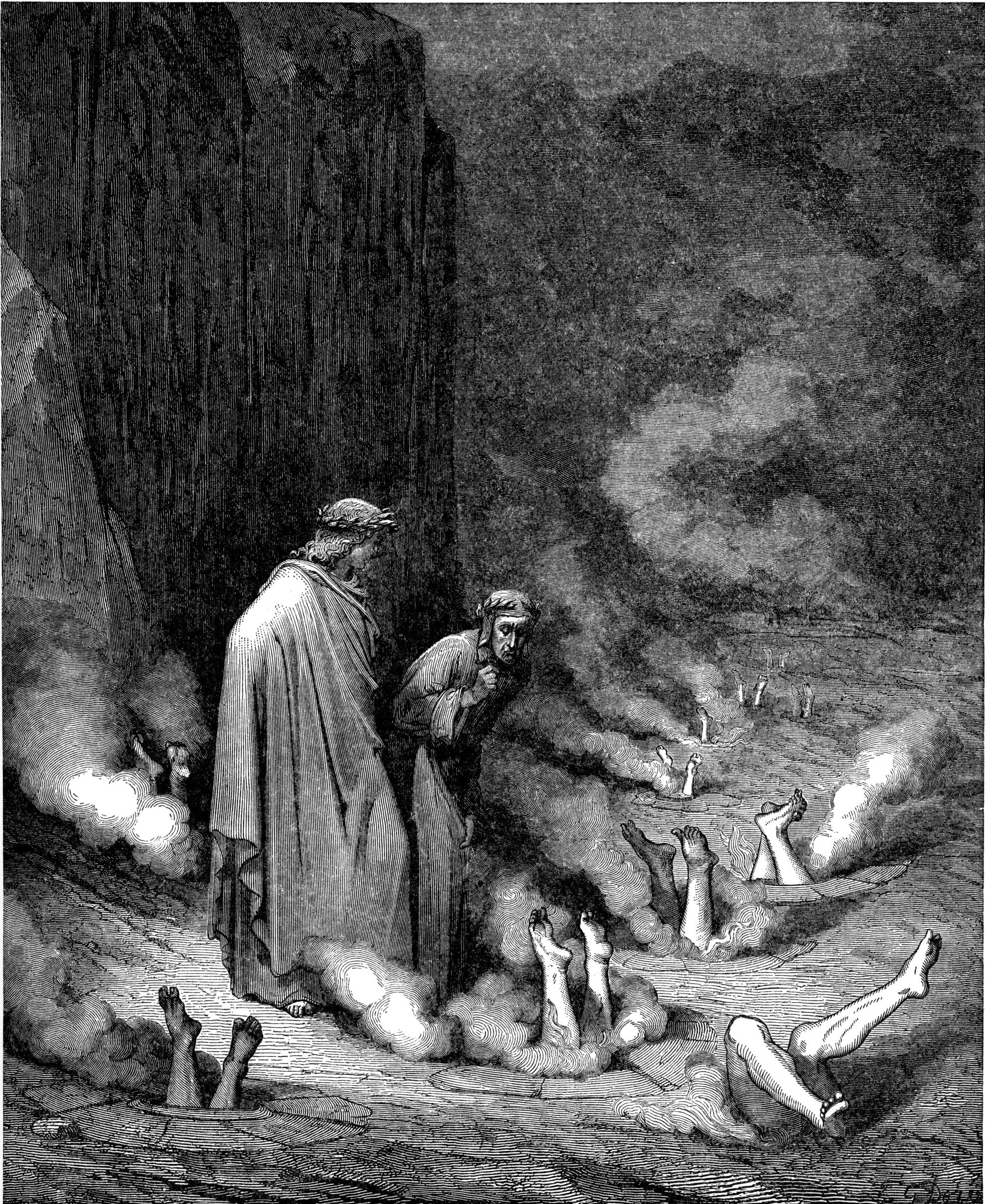
Dante fala ao Papa Nicolau III, comprometido com o Inferno por sua simonia, na xilogravura de 1861 de Gustave Doré (retrato da Terceira Bolgia do Oitavo Círculo do Inferno).

Simonia é o ato de vender favores divinos, bênçãos, cargos eclesiásticos, prosperidade material, bens espirituais, coisas sagradas, etc. em troca de dinheiro. A etimologia da palavra provém de Simão Mago, personagem referido nos Actos dos Apóstolos (8, 18-19), que procurou comprar de São Pedro o poder de transmitir pela imposição de mãos o Espírito Santo ou de efetuar milagres. 
O direito canónico também estipula como simonia atos que não envolvem a compra de cargos, mas a transacção de autoridade espiritual, como dinheiro para confissões ou a venda de absolvições.
A prática da simonia no final da Idade Média provocou sérios problemas à postura moral da Igreja. E foi uma das razões que levou Martinho Lutero a escrever as suas 95 teses e a rebelar-se contra a autoridade de Roma.

## Igreja Católica
Deriva do nome de Simão Mago, um taumaturgo samaritano convertido ao cristianismo, que, querendo aumentar seus poderes, ofereceu dinheiro ao apóstolo São Pedro, pedindo em troca receber os poderes taumatúrgicos concedidos pelo Espírito Santo (ver Atos dos Apóstolos 8,18-24).
Após o edito de Constantino de 313 d.C. a Igreja Cristã foi capaz de dispor de bens terrenos em uma extensão cada vez maior, então houve casos de eclesiásticos que se esforçaram para obter cargos e poder através do dinheiro. Simonia, portanto, já foi condenada com o segundo cânone da quinta sessão do conselho de Calcedônia em 451.
Embora uma ofensa ao direito canônico, a simonia se espalhou pela Igreja Católica nos séculos IX e X. No direito canônico, a palavra tem um significado mais amplo do que no direito inglês. "Simônia de acordo com os canonistas", diz John Ayliffe em seu Parergon, 
… é definido como um ato deliberado ou uma vontade premeditada e desejo de vender coisas que sejam espirituais, ou de qualquer coisa anexada a espirituais, dando algo de natureza temporal para a compra dessas coisas; ou, em outros termos, é definido como uma comutação de algo espiritual ou anexado aos espirituais, dando algo que é temporal. 
O conflito atingiu seu ápice no confronto entre Henrique IV e o Papa Gregório VII, um conflito que ficou para a história como uma luta por investiduras. Em 22 de fevereiro de 1076, o Papa excomungou Henrique, declarando que ele havia prescrito. Anteriormente, foi Henrique quem declarou a prescrição do papa, porque sua nomeação teria sido irregular, já que o rei dos romanos tinha o direito de intervir na eleição do papa. Para conseguir o levantamento da excomunhão, Henrique foi a Canossa em penitência para encontrar Gregório VII. Por três dias, de 25 a 27 de janeiro de 1077, esperou em frente à entrada do castelo, e no dia 28 de janeiro o papa decidiu levantar a excomunhão, principalmente graças à mediação de duas mulheres: Matilde di Canossa, marquesa da Toscana e senhora do castelo, e Adelaide de Torino, prima da mesma Matilde e mãe da esposa de Henrique IV.

## Igreja da Inglaterra
A Igreja da Inglaterra lutou contra a prática após sua separação de Roma. Para os fins da lei inglesa, simonia é definida por William Blackstone como "obter ordens, ou uma licença para pregar, por dinheiro ou práticas corruptas" ou, mais estritamente, "a apresentação corrupta de qualquer um a um benefício eclesiástico para presente ou recompensa". Embora a lei inglesa reconhecesse a simonia como uma ofensa, ela a tratava como meramente uma questão eclesiástica, em vez de um crime, para o qual a punição era a perda do cargo ou qualquer vantagem de ofensa e separação de qualquer relação de patrocínio com a pessoa que concedeu o cargo. Ambos Eduardo VI e Elizabeth I promulgaram estatutos contra a simonia, neste último caso por meio do Simony Act 1588. 
Pela Lei de Benefícios de 1892, uma pessoa culpada de simonia é culpada de um delito pelo qual pode ser processado de acordo com a Lei de Disciplina do Clero de 1892. 
Em 2011, a simonia continua sendo uma ofensa. Um cargo concedido ilegalmente pode ser declarado nulo pela Coroa, e o infrator pode ser impedido de fazer futuras nomeações e multado em até £1000.

## Nas artes e literatura
Dante Alighieri condena os simonistas ao oitavo círculo do inferno. Escritores menos devotos, como Maquiavel e Erasmo, também condenaram a simonia séculos mais tarde.

### Na Divina Comédia
Na Divina Comédia, Dante coloca os simoníacos entre os condenados no terceiro tumulto do oitavo círculo do submundo. Eles estão condenados a ficar de cabeça para baixo dentro de buracos na rocha, com uma chama avermelhada queimando em seus pés. Quando um novo condenado chega, ele toma seu lugar fazendo com que os outros afundem. Este castigo segue-se a esta retaliação: como em vida, vendendo cargos eclesiásticos, eles "pisotearam" o Espírito Santo, agora Ele (em forma de chama) queima seus pés:
«Vorazes, que tomam as coisas de Deus,
que deveriam ser as noivas da Justiça,
e as fazem fornicar por ouro e prata!
Chegou a hora de deixar a trombeta soar

para você; …
O papa Bonifácio VIII é mencionado por Dante como um simoníaco predestinado a passar a eternidade nesta confusão. 